# Karl-Christoph Großmann
Karl-Christoph Großmann (* 8. November 1939) ist ein ehemaliger Offizier der Hauptverwaltung Aufklärung (HVA) des Ministeriums für Staatssicherheit (MfS), dem Auslandsgeheimdienst der DDR. Nach seiner Versetzung in den vorzeitigen Ruhestand 1987 wurde er 1990 als Informant für das Bundesamt für Verfassungsschutz der BRD tätig und enttarnte zahlreiche Mitarbeiter der HVA.

## Dienst in der HVA
Großmann war zeitweise in der Wiener Residentur der HVA in der Frimbergergasse 6–8 im 13. Wiener Gemeindebezirk eingesetzt, wo er u. a. auch Kontaktoffizier zu Helene Legradi und Führungsoffizier von Klaus Kuron war. Ab August 1985 war Karl-Christoph Großmann MfS-Betreuer von Hansjoachim Tiedge nach dessen Flucht in die DDR. Zuletzt hatte er im MfS den Dienstgrad Oberst und war stellvertretender Leiter der Abteilung IX (Gegenspionage, Aufklärung von BND, BfV, LfV, BKA) der HVA. 1987 wurde Großmann in den vorzeitigen Ruhestand versetzt.
Großmann war Führungsoffizier von Klaus Kuron sowie Joachim Moitzheim und führte als solcher den Decknamen Franke.

## Informant des BfV
Am 5. September 1990 erfuhr das BfV über den Verfassungsschutz Berlin, dass Großmann bereit war, Informationen zu liefern. Am 7. September 1990 fand ein Gespräch mit dem Verfassungsschutz Berlin statt. Im BfV erhielt er den Fallnamen Kardinal. Für seine Zusammenarbeit mit dem BfV erhielt er insgesamt 15.500 DM Prämien und 3.000 DM Auslagenerstattung. Er lieferte sieben Hinweise auf Agenten der Abteilung IX, die zur Enttarnung von drei Maulwürfen im Verfassungsschutz führten: Wilhelm Balke, Hans-Joachim Armborst (beide Verfassungsschutz Niedersachsen) und Richard Kind (Landesamt für Verfassungsschutz Hessen). Klaus Kuron befürchtete zwar, von Großmann verraten zu werden, stellte sich jedoch vorher selbst. Auch Gabriele Gast soll er verraten haben.
Großmann gilt neben Heinz Busch (im Herbst 1989 der von HVA-Leiter Werner Großmann beauftragte Vertreter der HVA am Runden Tisch), Rainer Wiegand, Eberhard Lehmann (ehemals Hauptabteilung II, zuständig für die Spionageabwehr) und Werner Roitzsch als Hauptinformant zu Topagenten des MfS in der Bundesrepublik.
In den Strafverfahren gegen diese verratenen MfS-Quellen wurde Karl-Christoph Großmann als Belastungszeuge verwendet.